# 马来西亚皇家空军梳邦基地
马来西亚皇家空军梳邦基地（英語：RMAF Subang Air Base），是由马来西亚皇家空军设立的空军基地，位于马来西亚雪兰莪莎阿南，它与苏丹阿都阿兹沙机场共享跑道设施。

## 成立

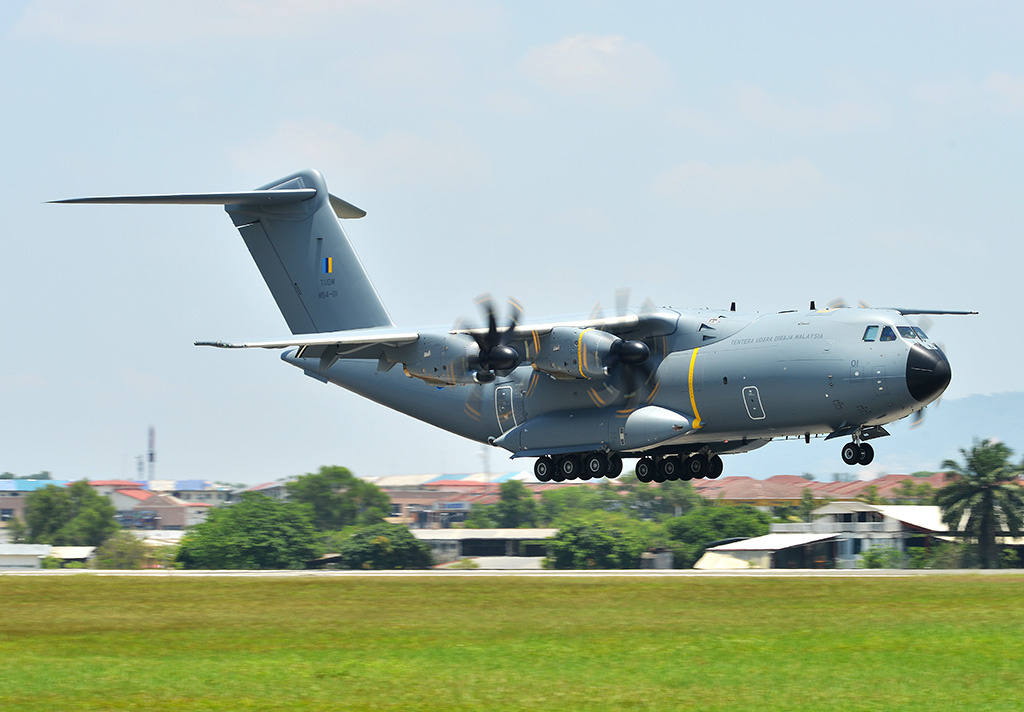
马来西亚皇家空军在梳邦空军基地的空中巴士A400M

梳邦空军基地于1985年正式成立，建立这个空军基地的最初目的主要是为了战术空运和海上作战，最初的最高指挥由一名中校军衔的军官领导。1986年12月3日，指挥官升任为司令员，这个职位后来从2003年改为基地指挥官。该基地建在面向苏丹阿都阿兹沙机场的山谷中的棕榈油种植园区域。 
启用历史始于基地的指挥大楼和4号机库建立，马来西亚皇家空机的第4中队（4 Skn）是第一个在该基地驻扎的机队，其行动是从关丹基地转移到梳邦基地，使用PC-130飞机进行海上飞行，其次是配备C-130运输机的第14中队（14 Skn）。1991年，2号机库的建立使从吉隆坡基地转移到梳邦基地，以容纳VVIP/VIP的飞机。1994年，第16号机库的创建安置了专注海事上的比奇B200T运输机。1999年，21号机库的成立使用了1号机库的员工，并安置从印尼购买的CN-235運輸機。

## 功能与营运
梳邦空军基地还负责为政府要员提供服务。除此之外，该基地还为军队和警察部队以及其他几个政府部门机构提供服务援助。该基地还积极参与联合国的行动，例如为自然灾害、冲突和其他国家的受害者提供人道主义飞行，包括印尼、巴基斯坦、黎巴嫩、阿富汗、东帝汶和其他几个国家。该空军基地已成为友好空军加油和提供其他服务，例如过夜和停放飞机的景点之一。
在梳邦空军基地营运的飞机包括空中巴士A400M、C-130运输机和CN-235等运输机。 该空军基地还负责营运马来西亚政府的VIP飞机，例如波音737、空客A319、达索猎鹰900运输机和庞巴迪环球快车以及UH-60黑鹰直升机。 由于其海上行动的目的，马来西亚皇家空军还在这个基地部署了比奇超级空中国王海上巡逻机。

## 参与任务
梳邦空军基地直接参与了2013年名为「金字塔任务」（OPS PIRAMID）的撤侨工作，它与马来西亚国际航空（MAS）、亚洲航空等私营航空公司合作，以带走在埃及和其它国家的学生。2015年4月，马来西亚皇家空军在该基地部署C-130運輸機，以疏散在沙特阿拉伯领导的联军在也门首都萨那对胡塞叛军发动空袭时所剩余的马来西亚公民。同年9月，当印尼政府因山火事件在廖内省颁布紧急状态时，马来西亚皇家空军在该基地参与了将本国公民从印尼撤离的工作。2024年8月，梳邦空军基地承担将以色列对哈马斯战争的受伤难民接收任务，马来西亚也是亚洲首个这样做的国家。然而该行动在国内被质疑是出于政治动机而形成差别待遇，另对于政府在行动中使用皇家空军飞机而不是商业航班的批评。

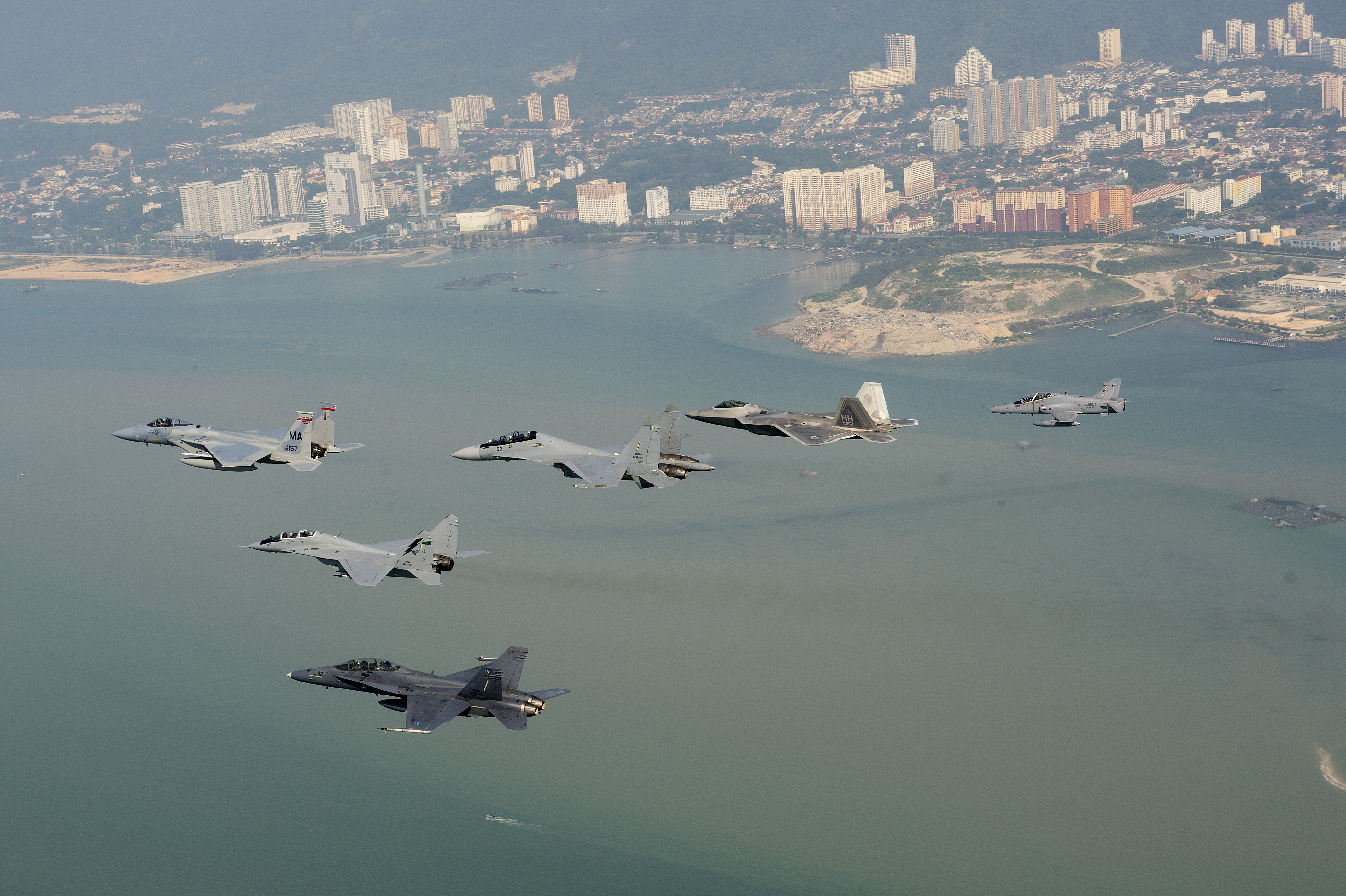
美国空军和马来西亚皇家空军飞机在2014年马来西亚举行Cope Taufan演习的编队

梳邦空军基地也是自2014以来，与美国空军每两年举行一次太平洋空军双边战术空运演习（Cope Taufan）的基地之一。自1980年代初以来，美国太平洋空军一直与马来西亚皇家空军进行演习。该基地也参与了五国联防成员和其它国家的联合救灾演习。
梳邦空军基地除了一般的军事用途之外，也肩负着接待国家要员的任务。2022年8月，作为美国众议院议长南希·佩洛西对4个亚洲国家进行国事访问的一部分，佩洛西在与美国国会代表团的陪同下抵达该空军基地，这也是她首次访问马来西亚。